# فوزی منصوری

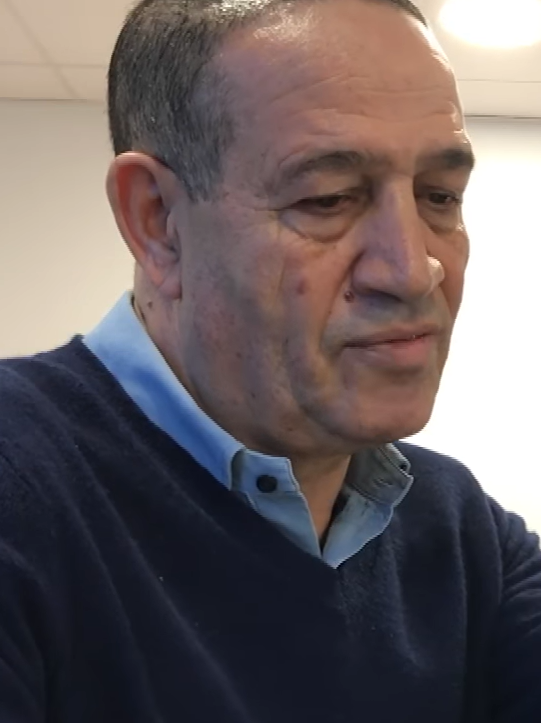
فوزی منصوری - ۲۰۱۹

فوزی منصوری (عربی: فوزي منصوري؛ زادهٔ ۱۷ ژانویهٔ ۱۹۵۶ – ۱۶ مهٔ ۲۰۲۲) بازیکن فوتبال اهل الجزایر بود.
او عضو تیم ملی فوتبال الجزایر در جام جهانی فوتبال ۱۹۸۲ و ۱۹۸۶ بوده‌است.